# Нараевка (Житомирская область)
Нараевка (укр. Нараївка) — село на Украине, находится в Емильчинском районе Житомирской области.
Код КОАТУУ — 1821783403. Население по переписи 2001 года составляет 310 человек. Почтовый индекс — 11242. Телефонный код — 4149. Занимает площадь 1,572 км².

## Адрес местного совета
11243, Житомирская область, Емильчинский р-н, с. Кулеши, ул. Шевченко, 25